# Listening Platform
So genannte Listening Platforms werden von Unternehmen eingesetzt, um Soziale Netzwerke zu überwachen. Mittels dieser Plattformen versuchen die Unternehmen, ihren Erfolg im Social Marketing auszuwerten und zu verbessern. Diese Plattformen werden in der Regel durch einen externen Dienstleister bereitgestellt und in den Marketingabteilungen der Unternehmen eingebunden. Meistens handelt es sich um Dashboards, die als Software-as-a-Service angeboten werden.
Die Ziele im Social Marketing werden in so genannten KPIs (Leistungskennzahlen) festgehalten und mit Listening Platforms überprüft. Ein Beispiel dafür ist der KPI Share of Voice, der hier durch Auswertung der Erwähnung der eigenen Marke und der konkurrierenden Marken in Sozialen Netzwerken, Artikeln, Blogeinträgen, Tweets oder Videos darstellt.
Listening Platforms sind ein noch relativ junges Feld und nur sehr wenige Unternehmen verwenden diese schon seit längerer Zeit. 
Forrester Research nennt zum vierten Quartal 2020 zehn „wesentliche“ Unternehmen (alphabetisch): Brandwatch, Digimind, Linkfluence, ListenFirst, Meltwater, NetBase Quid, Sprinklr, Synthesio, Talkwalker, und Zignal Labs.